# Haematopota vulnerans
Haematopota vulnerans är en tvåvingeart som först beskrevs av Surcouf 1909.  Haematopota vulnerans ingår i släktet Haematopota och familjen bromsar.
Artens utbredningsområde är Tanzania. Inga underarter finns listade i Catalogue of Life.